# Tommy Zaferes
Tommy Zaferes es un deportista estadounidense que compite en triatlón y acuatlón. Ganó una medalla de bronce en el Campeonato Mundial de Acuatlón de 2016. Está casado con Katie Zaferes.

## Trayectoria
En 1992 comenzó a competir en natación, pero tras 16 años no consiguió clasificarse para los Juegos Olímpicos de Pekín 2008. Por este motivo, en 2010 comenzó a practicar triatlón, y en 2016 consiguió la medalla de bronce en el Campeonato Mundial de Acuatlón.
En 2014 ganó el triatlón de velocidad de Kelowna (Canadá), que pertenecía a la Copa Panamericana de Triatlón. En esa misma competición, volvió a ganar en 2017 en Santo Domingo (República Dominicana).

## Palmarés internacional
| Campeonato Mundial | Campeonato Mundial | Campeonato Mundial | Campeonato Mundial |
| Año                | Lugar              | Medalla            | Prueba             |
| ------------------ | ------------------ | ------------------ | ------------------ |
| 2016               | Cozumel (México)   | Medalla de bronce  | Individual         |